# خوسيه بيلو
خوسيه بيلو (بالإسبانية: Pepín Bello)‏ هو كاتب ورائد أعمال إسباني، ولد في 13 مايو 1904 في وشقة في إسبانيا، وتوفي في 11 يناير 2008 في مدريد في إسبانيا.

## وصلات خارجية
- خوسيه بيلو على موقع IMDb (الإنجليزية)